# Абатство Борнем
Абатство Борнем (на нидерландски: Sint-Bernardusabdij) е бивше доминиканско, а понастоящем цистерцианско католическо абатство в гр.Борнем, провинция Антверпен, Северна Белгия.

## История
Абатството е основано през 1603 г. от Педро Колома, владетел на Борнем, като манастир на Светия кръст (Heilig kruis). През 1658 г. манастирът е зает от английски монаси-доминиканци, които са прогонени от Англия. През 1659 г. те отварят в манастира училище, наречено английски колеж.
През 1768 – 1769 г. е построен нов манастир, като старата църква остава. През 1771 г. е построено ново западно крило в което се помещава новия колеж.
По време на Френската революция, през 1797 г. монасите са прогонени, а манастирът е конфискуван и имотите му – продадени на търг. Бившите монаси успяват да го откупят, но поради финансови затруднения през 1825 г. собствеността е прехвърлена на брокер от Антверпен, който през 1833 г. продава манастирските имоти на монаси-цистерцианци от абатството „Свети Бернар“ в Хемиксем. Оцелелите след революцията монаси от Хемиксем се преместват в опразненото абатство в Борнем и възстановяват в него монашеския живот, като дават на абатството и името „Свети Бернар“ по името на бившия си манастир в Хемиксем. През 1840 г. на мястото на старата абатска църква е издигната нова, в нео-класически стил, която сега е и енорийска църква. През 1872 г. се изгражда манастирска библиотека. През втората половина на ХІХ век, целият район на манастира е ограден с тухлена стена с контрафорси. На 5 юни 1998 г. в Борнем е открит паметник на дон Педро Колома, дело на художника Анри Лануа.

## БираБорнем
Тази абатска бира е свързана с абатството в гр.Борнем и носи логото „Призната белгийска абатска бира“ от 1999 г. насам. Първоначално се произвежда от 1957 г. от пивоварната Brouwerij Beirens. След фалита и през 1971 г., по споразумение с абатството, производството се поема от пивоварната Brouwerij Van Steenberge.